# Diego Brambilla
Diego Alberto Brambilla , (* 17. února 1969 v Monze, Itálie) je bývalý italský zápasník – judista.

## Sportovní kariéra
S judem začínal v rodné Monze. V roce 1993 vystřídal na pozici italské jedničky v lehké váze Massima Sulliho. V roce 1995 se třetím místem na mistrovství světa v Tokiu kvalifikoval přímo na olympijské hry v Atlantě v roce 1996. Jeho snahy na olympijskou medaili však skončily v prvním kole. Sportovní kariéru ukončil v roce 1998. Věnuje se trenérské práci.

## Výsledky
| Turnaj             | 1987       | 1988       | 1989       | 1990       | 1991       | 1992       | 1993       | 1994       | 1995       | 1996       |
| Turnaj             | 18         | 19         | 20         | 21         | 22         | 23         | 24         | 25         | 26         | 27         |
| Turnaj             | lehká váha | lehká váha | lehká váha | lehká váha | lehká váha | lehká váha | lehká váha | lehká váha | lehká váha | lehká váha |
| ------------------ | ---------- | ---------- | ---------- | ---------- | ---------- | ---------- | ---------- | ---------- | ---------- | ---------- |
| Olympijské hry     |            | —          |            |            |            | —          |            |            |            | úč.        |
| Mistrovství světa  | —          |            | —          |            | —          |            | 5.         |            | 3.         |            |
| Mistrovství Evropy | —          | —          | —          | úč.        | —          | úč.        | 5.         | úč.        | —          | úč.        |
| ME juniorů         | 5.         | 2.         | 2.         |            |            |            |            |            |            |            |